# تابع بتا
تابع بتا یا انتگرال نوع اول اویلر به شکل زیر تعریف می‌شود:
{\displaystyle \mathrm {\mathrm {B} } (x,y)=\int _{0}^{1}t^{x-1}(1-t)^{y-1}\,dt\!}
برای {\displaystyle {\textrm {Re}}(x),{\textrm {Re}}(y)>0\,}.

## خواص تابع بتا
تابع بتا یک تابع متقارن است به این معنی که:
{\displaystyle B(p,q)=B(q,p)}
این تابع از طریق زیر با تابع گاما مرتبط است:
{\displaystyle B(x,y)=\Gamma (x)\Gamma (y)/\Gamma (x+y)}
وقتی {\displaystyle x} و {\displaystyle y} هر دو صحیح و مثبت باشند، طبق تعریف تابع گاما معادله پایین برقرار خواهد بود:
{\displaystyle {\begin{aligned}\mathrm {B} (x,y)&={\dfrac {(x-1)!\,(y-1)!}{(x+y-1)!}}\\[6pt]\mathrm {B} (x,y)&=2\int _{0}^{\pi /2}(\sin \theta )^{2x-1}(\cos \theta )^{2y-1}\,d\theta ,&&\operatorname {Re} (x)>0,\ \operatorname {Re} (y)>0\\[6pt]\mathrm {B} (x,y)&=\int _{0}^{\infty }{\frac {t^{x-1}}{(1+t)^{x+y}}}\,dt,&&\operatorname {Re} (x)>0,\ \operatorname {Re} (y)>0\\[6pt]\mathrm {B} (x,y)&=n\int _{0}^{1}t^{nx-1}(1-t^{n})^{y-1}\,dt,&&\operatorname {Re} (x)>0,\ \operatorname {Re} (y)>0,\ n>0\\[6pt]\mathrm {B} (x,y)&=\sum _{n=0}^{\infty }{\frac {\binom {n-y}{n}}{x+n}},\\[6pt]\mathrm {B} (x,y)&={\frac {x+y}{xy}}\prod _{n=1}^{\infty }\left(1+{\dfrac {xy}{n(x+y+n)}}\right)^{-1}\end{aligned}}}

از دیگر خواص تابع بتا معادله پایین است:
{\displaystyle {\begin{aligned}\mathrm {B} (x,y)&=\mathrm {B} (x,y+1)+\mathrm {B} (x+1,y)\\[6pt]\mathrm {B} (x+1,y)&=\mathrm {B} (x,y)\cdot {\dfrac {x}{x+y}}\\[6pt]\mathrm {B} (x,y+1)&=\mathrm {B} (x,y)\cdot {\dfrac {y}{x+y}}\\[6pt]\mathrm {B} (x,y)&\cdot \left(t\mapsto t_{+}^{x+y-1}\right)={\Big (}t\to t_{+}^{x-1}{\Big )}*{\Big (}t\to t_{+}^{y-1}{\Big )}&&x\geq 1,y\geq 1,\\[6pt]\mathrm {B} (x,y)&\cdot \mathrm {B} (x+y,1-y)={\frac {\pi }{x\sin(\pi y)}}\\[6pt]\mathrm {B} (x,1-x)&={\dfrac {\pi }{\sin(\pi x)}}\\[6pt]\mathrm {B} (1,x)&={\dfrac {1}{x}}\end{aligned}}}
تابع بتا را می توان با تقریب استرلینگ برای {\displaystyle x} و {\displaystyle y} های بزرگ به شکل پایین نمایش داد:
{\displaystyle \mathrm {B} (x,y)\sim {\sqrt {2\pi }}{\frac {x^{x-1/2}y^{y-1/2}}{({x+y})^{x+y-1/2}}}}

ولی اگر فقط {\displaystyle x} بزرگ بود تقریب به شکل پایین تغییر خواهد یافت:
{\displaystyle \mathrm {B} (x,y)\sim \Gamma (y)\,x^{-y}.}